# Paeoniaceae
Famille
Classification APG III (2009)
La famille des Paeoniaceae (Paéoniacées ou Péoniacées) regroupe des plantes à fleurs dicotylédones de l'ordre des Saxifragales ; elle comprend environ 40 espèces appartenant au genre Paeonia.
Ce sont  des arbustes ou plus généralement des plantes herbacées des régions tempérées de l'hémisphère nord. C'est la famille des pivoines, utilisées comme plantes ornementales.

## Étymologie
Le nom vient du genre-type Paeonia dérivé du grec παιονία / paionia, nom grec de la pivoine, qui signifie « de Paion ». La divinité Παιών / Paion ou Paean était le médecin des dieux dans la mythologie grecque ; ce nom fait référence à l'usage médicinal de la plante à l'époque classique.
En Égypte, le Fawaniya, nom arabisé du Paeonia, est le nom donné aux racines de pivoine vendues à usage médical sur les marchés du Caire. Paeonia fait aussi référence aux habitants de la Péonie (Nord de la Macédoine). 

## Classification
La classification phylogénétique place cette famille dans l'ordre des Saxifragales.

## Liste des genres
Selon Angiosperm Phylogeny Website (28 avr. 2010), NCBI (28 avr. 2010), DELTA Angio (28 avr. 2010) et ITIS (28 avr. 2010) :
- genre Paeonia  L.

## Liste des espèces
Selon NCBI (28 avr. 2010) :
- genre Paeonia
  - Paeonia anomala
  - Paeonia broteri
  - Paeonia brownii
  - Paeonia californica
  - Paeonia cambessedesii
  - Paeonia clusii
  - Paeonia coriacea
  - Paeonia decomposita
  - Paeonia delavayi
  - Paeonia emodi
  - Paeonia intermedia
  - Paeonia jishanensis
  - Paeonia kavachensis
  - Paeonia lactiflora
  - Paeonia ludlowii
  - Paeonia lutea
  - Paeonia mairei
  - Paeonia mascula
  - Paeonia mlokosewitschii
  - Paeonia obovata
  - Paeonia officinalis
  - Paeonia ostii
  - Paeonia parnassica
  - Paeonia peregrina
  - Paeonia qiui
  - Paeonia rhodia
  - Paeonia rockii
  - Paeonia sinjiangensis
  - Paeonia suffruticosa
  - Paeonia szechuanica
  - Paeonia tenuifolia
  - Paeonia veitchii
  - Paeonia wittmanniana